# 黒瀬ひな
黒瀬ひな（くろせ ひな、1997年2月19日 - ）は、日本の歌手、女優、ファッションモデル。ガールズグループ・FAKYの元メンバー。エイベックス・クラン所属。

## 来歴

### 生い立ち
1997年2月19日、京都府京丹後市に生まれる。
2015年、高校卒業と同時に芸能界を目指して大阪で一人暮らしを始め、阪神甲子園球場でビール売り子のバイトをしながらオーディションを受ける生活を送った。同年8月7日、約2万人が応募した『TOKYO GIRLS AUDITION 2015』の三次審査にて、モデル部門のセミファイナリストに選出され、エイベックス・マネジメントに練習生として入所。
その後、『a-project avex GIRL'S VOCAL AUDITION』で約6000人の中から合格を果たし、2015年11月15日、小室哲哉がプロデュースする最後の女性ダンスボーカルグループ「Def Will」を結成。2018年7月21日のグループ解散までセンターの「HINA」として活動した。

### Hinaとして
2018年12月20日、新メンバーのTakiと共に女性ダンスボーカルグループ「FAKY」に「Hina」として加入。
2019年12月16日より、ABEMAの恋愛リアリティ番組『月とオオカミちゃんには騙されない』に出演。ラッパーのNovel Coreと共にカップル「コアヒナ」として話題を呼んだ。翌年12月23日には、Novel Coreによるデジタルシングル「天気雨」にフィーチャリングで参加した。
2020年4月9日、YouTubeチャンネル「HinaTube」を開設。
2020年4月18日、テレビ朝日系土曜ナイトドラマ『M 愛すべき人がいて』で女優デビュー。Every Little Thingをモデルとしたユニット「OTF（Over The Fact）」のボーカル役として、Da-iCEの和田颯、栗原陸人と共演した。5月13日には、劇中歌として使用されたEvery Little Thingのカバー曲「出逢った頃のように」をリリースした。
2021年1月13日、自身が初のプロデュースを務めるカラーコンタクトレンズ「ephemeral」を発売。
2021年4月6日より、毎日放送系MBSテレビのドラマイズム『ガールガンレディ』に雨宮三津恵役で出演。11月26日、Huluのオリジナルドラマ『未来世紀SHIBUYA』にヒロインのアコ役で出演。
2022年8月17日、FAKYメンバーのTakiと共に、テレビドラマ『OTHELLO』の主題歌「Black Ghost」をリリース。
2024年1月13日、ラストライブ『FAKY ONEMANLIVE 2023 -DEPARTURE-』をもって、FAKYが活動を休止。同年7月30日、FAKYの解散が発表された。

### 黒瀬ひなとして
2024年8月1日、芸名を「Hina」から「黒瀬ひな」へ改名。12月11日、公式ファンクラブを開設。
2024年8月10日、フジテレビのバラエティ番組『TEPPEN 2024夏 ピアノ頂上決定戦』に出場者として出演し、ピアノ演奏を披露。
2024年12月30日より、MXテレビの年末ドラマ『恋学』に初の主演となる上野花役で出演。

## 人物
血液型はA型。8人家族で、構成は父方の祖父母、両親、妹、弟、弟。
黒髪ロング、前髪パッツン、赤リップがトレードマーク。
絶対音感を持っており、特技はピアノの演奏。

## 音楽作品

### 参加楽曲
- 出逢った頃のように / Hina (from FAKY)（avex revival trax、2020年5月13日）[13]
- 天気雨 / Novel Core feat. Hina (from FAKY)（2020年12月23日）[10]
- 天気雨 / Novel Core feat. Hina (from FAKY) -☆Taku's Japaneggae Remix-（2021年2月24日）[21]
- HAPPY LOVE / SPICY CHOCOLATE feat. Hina (from FAKY) & SHuN-BOX（2021年8月21日）[22]
- Black Ghost / Hina & Taki (from FAKY)（2022年8月17日） - テレビドラマ『OTHELLO』の主題歌[23]

### ミュージックビデオ
- 天気雨 / Novel Core feat. Hina (from FAKY)（Novel Core Official、2020年12月23日）
- HAPPY LOVE / SPICY CHOCOLATE feat. Hina (from FAKY) & SHuN-BOX（SPICY CHOCOLATE、2021年8月23日）
- Black Ghost / Hina & Taki (from FAKY)（FAKY、2022年8月17日）

## 出演

### テレビドラマ
- M 愛すべき人がいて（テレビ朝日 土曜ナイトドラマ、2020年4月18日 - 7月4日、全7回）- OTF ボーカル 役[12]
- ガールガンレディ（MBS・TBS ドラマイズム、2021年4月6日 - 6月8日、全10回）- 雨宮三津恵 役[15]
- 怖れ（CBCテレビ、2024年8月22日、第2回） - スミカ 役
- 恋学（MXテレビ、2024年12月30日 - 31日、全5話） - 主演・上野花 役

### ウェブドラマ
- 未来世紀SHIBUYA（Hulu、2021年11月26日、全6回） - ヒロイン・アコ 役[16]

### テレビ番組
- TEPPEN 2024夏 ピアノ頂上決定戦（フジテレビ 土曜プレミアム、2024年8月10日） - 出場者

### ウェブ番組
- Invisible TOKYO Episode6「越境」（Amazon Prime Video、2017年1月31日、第6回）
- 月とオオカミちゃんには騙されない（ABEMA SPECIAL、2019年12月16日 - 3月29日、全13回）[8]
- NEXT FIRE（Billboard JAPAN・TikTok LIVE、2020年12月4日 - 、第3回 - ） - MC[24]
- 恋するメソッド （ABEMA SPECIAL） - スタジオゲスト
  - Season.1（2021年6月28日 - 8月23日）[25]
  - Season.2（2021年9月27日 - 11月15日）
- ブルーバースデーをみんなで観る会（ABEMA・YouTube Live、2021年9月25日、第1回） - 副音声[26]
- 神尾楓珠はオオカミちゃんには騙されない（ABEMA、2022年1月23日、前編）[27]

### ミュージックビデオ
- 103 / KERENMI feat. motoki ohmori（TOYSFACTORYJP、2020年3月5日）

## 広告

### CM
- Lee Japan 2020 SPRING/SUMMER プロモーションムービー（Lee Japan、2020年3月13日）[28]
- KATE "スーパーシャープライナーペンシル" ウェブCM（カネボウ化粧品、2021年2月1日）
- Girls Planet 999：少女祭典 ABEMA限定ウェブCM ナレーター（AbemaTV、2021年9月）
- 香港Deliveroo×香港マクドナルド ウェブCM（Deliveroo・マクドナルド、2024年11月）

### 広報
- スピンズ ビジュアルモデル（ヒューマンフォーラム）
  - SPRING STYLE 2020（2020年3月23日）[29]
  - OUTER COLLECTION 僕と私の、冬（2020年10月17日）[30]
- ユニクロ "ビリー・アイリッシュ×村上隆 UT" ビジュアルモデル（ユニクロ・NYLON JAPAN、2020年6月8日）[31]
- ルミネエスト新宿 ストアガール（JR東日本・ルミネ）
  - NEW & RENEWAL 2020 AUTUMN（2020年9月1日）[32]
  - NEW & RENEWAL 2021 SPRING ぜんぶ、ワタシの色になる。（2021年2月1日）
- it iCON 2020 AUTUMN COLLECTION アンバサダー（JUNRed、2020年9月1日）[33]
- ephemeral イメージモデル兼プロデューサー（レアラボ、2021年1月13日）[14]
- EMMYCHUU イメージモデル（フリュー、2021年3月4日）[34]
- メイベリン ニューヨーク × ふりふ "Yukata Collection" ビジュアルモデル（日本ロレアル・三松、2021年5月18日）[35][36]
- Disney SERIES CREATED by MOUSSY 2021 AUTUMN COLLECTION ビジュアルモデル（BAROQUE JAPAN LIMITED、2021年8月18日）[37]
- FURFUR street babe starring HINA KUROSE ビジュアルモデル（マッシュホールディングス、2024年9月19日）[38]

## 公演

### イベント
- HINA 1ON1 ONLINE TALK EVENT（Zoom、2024年6月7・8・29・30日）

## 書籍

### カレンダー
- 黒瀬ひな2025年カレンダー（ハゴロモ、2024年12月7日、UPC/JAN:4900459556539）

## 受賞歴

### オーディション
- TOKYO GIRLS AUDITION 2015 モデル部門 セミファイナリスト（2015年8月7日）[4]
- a-project avex GIRL'S VOCAL AUDITION ファイナリスト（2015年）[1]